# Carlos Becerra (político)
Carlos Armando Becerra (Córdoba, 1949) es un político y abogado argentino perteneciente a la Unión Cívica Radical.

## Biografía
Comenzó su militancia cuando terminó el secundario en la Unión Cívica Radical en 1967. Egresó como Abogado de la Universidad Nacional de Córdoba.
En 1983, con el retorno de la democracia fue elegido Diputado Nacional por Córdoba. En 1986, cumpliendo su segundo mandato como diputado, Raúl Alfonsín lo designó Secretario General de la Presidencia de la Nación.
Posteriormente, fue nuevamente electo Diputado en 1991 y 1995.
Con la llegada a la presidencia de Fernando de la Rúa asume como viceministro del Interior. El 23 de octubre de 2000, Becerra se convirtió en Secretario General de la Presidencia en reemplazo de Alberto Flamarique. Al poco tiempo de su designación fue designado por de la Rúa como Secretario de Inteligencia entre 2000 y 2001 en reemplazo de Fernando De Santibañes.
Durante el año 2009-2011 fue vicepresidente tercero del comité nacional de la UCR en la primera presidencia de Ernesto Sanz.
Es líder del grupo interno Identidad Radical En la UCR de Córdoba.